# Galliumarsenid

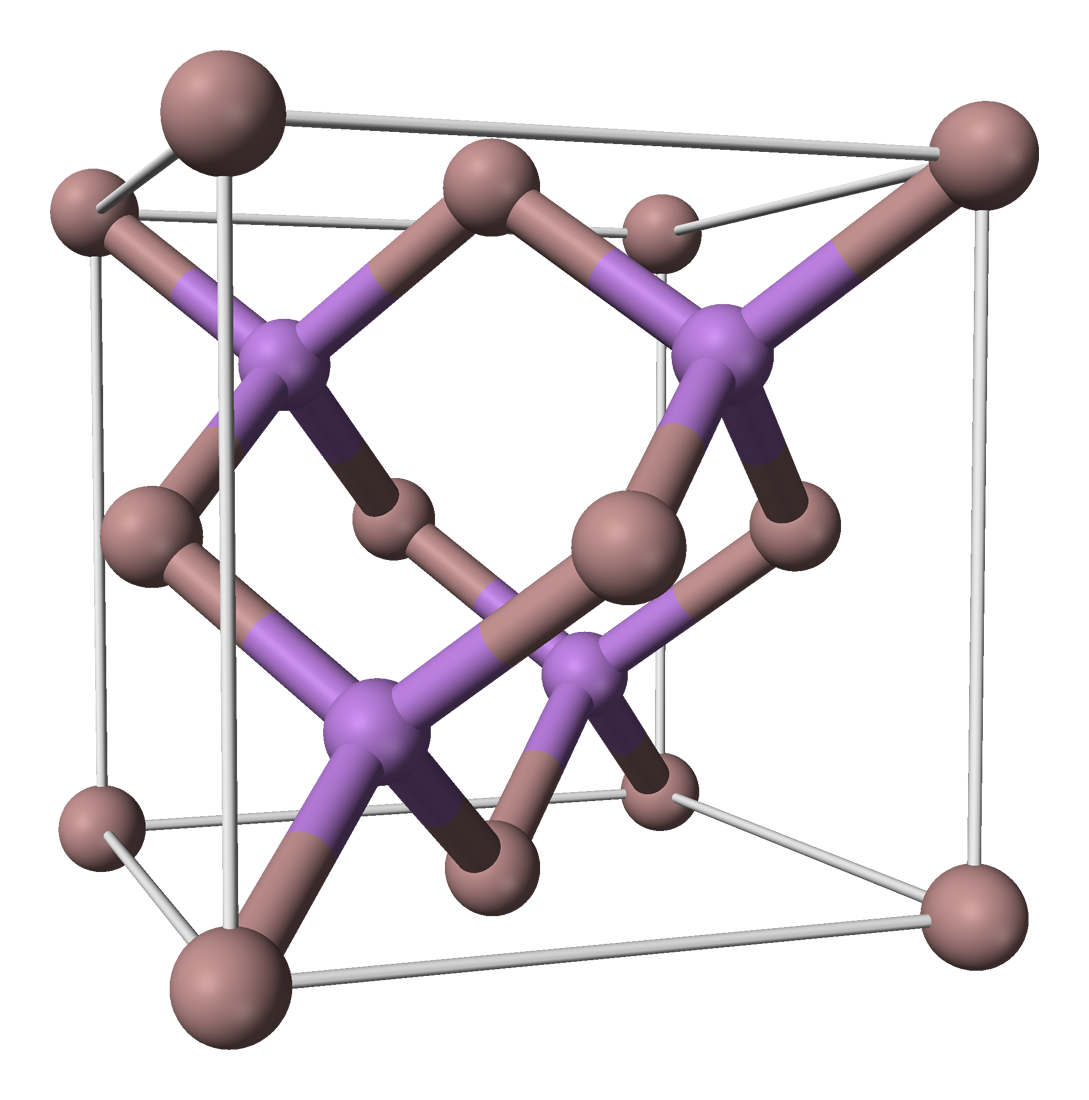
Galliumarsenid.

Gallium(III)arsenid, galliumarsenid (ofta förkortat GaAs) är en förening av grundämnena gallium (kemisk beteckning 'Ga') och arsenik (kemisk beteckning 'As'). Den är en viktig halvledare och används för att tillverka integrerade kretsar som arbetar i mikrovågsfrekvenser (flera GHz), infraröda lysdioder, laserdioder och solceller.

## Tillämpningar

### Fördelar med galliumarsenid
Galliumarsenid har några elektroniska egenskaper som gör den bättre än kisel. Den har högre elektronrörlighet, vilket möjliggör drift i så höga frekvenser som 250 GHz. GaAs-kretsar genererar mindre brus när de drivs i höga frekvenser. De kan även användas med hög effekt eftersom de har högre genomslagsspänning än kisel. Dessa egenskaper gör GaAs särskilt lämpat för kretsar i mobiltelefoner, satellitkommunikation, mikrovågslänkar och några radarsystem. GaAs används också vid tillverkningen av Gunndioder, vilka används för att skapa mikrovågor.
Tack vare sin höga kopplingshastighet borde GaAs vara ypperligt lämpat för datorapplikationer, och i slutet av 1980-talet trodde många att mikroelektronikmarknaden skulle skifta från kisel till GaAs. De första som försökte göra övergången till GaAs var superdatortillverkarna Cray Computer Corporation, Convex och Alliant, i ett försök att ligga före den konstant förbättrande CMOS-mikroprocessorerna. Endast Cray lyckades leverera en GaAs-baserad dator i början av 1990-talet men lanseringen misslyckades och företaget gick i konkurs 1995.

### Nackdelar med galliumarsenid i förhållande till kisel
Kisel har tre stora fördelar över GaAs. 
För det första är kisel ett mycket vanligt material som är billigt att framställa och enkelt att bearbeta. Kislets större fysiska styrka tillåter tillverkningen av större wafers (~300 mm i diameter jämfört med bara ~150 mm för GaAs).
Den andra fördelen är existensen av kiseldioxid (en av de bästa isolatorerna). Kiseldioxid kan enkelt infogas i kiselbaserade kretsar som då bildar stabila vidhäftande lager mot rent kisel. GaAs bildar inte liknande vidhäftande isolatorlager.
Den tredje och kanske största fördelen med kisel är att hålen rör sig lättare i materialet än i GaAs. Detta möjliggör tillverkningen av snabba P-kanals fälteffekttransistorer som krävs för CMOS-logik. Eftersom GaAs-kretsar saknar en snabb CMOS-struktur har de högre effektförbrukning vilket omöjliggör konkurrens med kisel.

## Miljö och säkerhet
Galliumarsenidens toxikologiska egenskaper har inte studerats ingående. Ämnet betraktas dock som väldig toxiskt och cancerframkallande. 